# Bruinrugfluiter
De bruinrugfluiter (Pachycephala modesta) is een zangvogel uit de familie Pachycephalidae (dikkoppen en fluiters).

## Verspreiding en leefgebied
Deze soort is endemisch in de bergen van Nieuw-Guinea en telt twee ondersoorten:
- P. m. modesta: oostelijk Nieuw-Guinea.
- P. m. telefolminensis: centraal Nieuw-Guinea.

## Status
De grootte van de populatie is niet gekwantificeerd maar de soort wordt omschreven als schaars tot plaatselijk vrij algemeen. Op de Rode lijst van de IUCN heeft deze soort de status niet bedreigd.